# Antonówka (jabłoń)

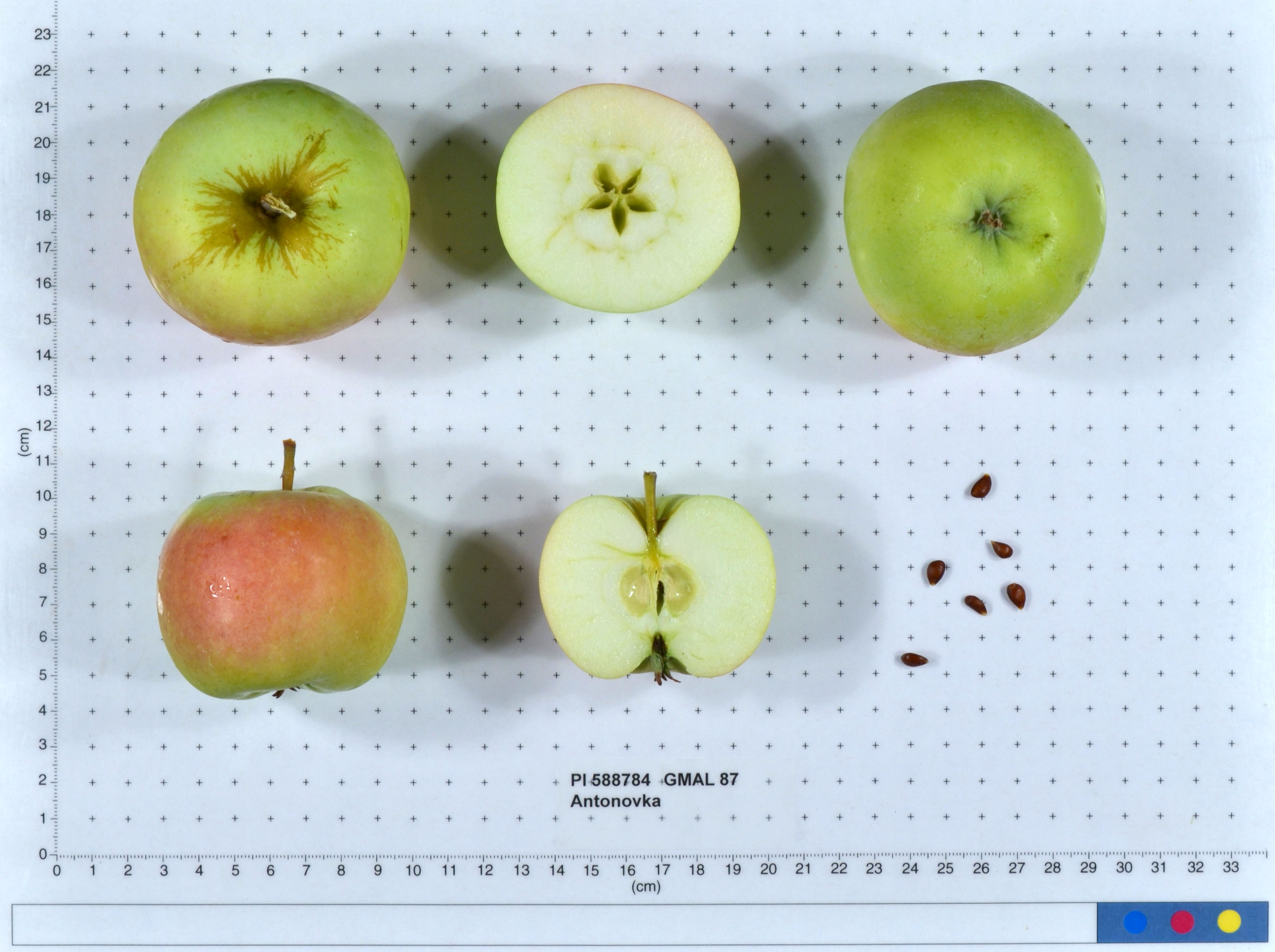

Antonówka (Antonówka Zwykła) – bardzo stara odmiana uprawna jabłoni domowej pochodząca z Rosji, prawdopodobnie z byłej guberni kurskiej. Powszechnie uprawiana na wschodzie i północy Europy (m.in. Białoruś, kraje bałtyckie, kraje skandynawskie). Antonówka jest odmianą wczesnojesienną. Do rejestru odmian prowadzonego przez Centralny Ośrodek Badania Odmian Roślin Uprawnych wpisana w 1990 roku.

## Morfologia
PokrójWzrost początkowo słaby, pień krzywy, w pełni owocowania drzewa mają dużą, kulistą, lekko spłaszczoną koronę, nieliczne konary wyrastają pod ostrym kątem.
OwoceŚredniej wielkości, o zmiennym kształcie najczęściej kulistym lub nieco wydłużonym, niesymetryczne. Skórka jest gładka, błyszcząca. W miarę dojrzewania kolor zmienia się z zielonego na słomkowy, czasem ze słabym rumieńcem koloru różowoczerwonego. Owoce są soczyste, o kwaskowatym smaku. Dojrzała Antonówka wydziela silny landrynkowy zapach.

## Uprawa
W okres owocowania wchodzi średnio wcześnie lub późno. Owocuje umiarkowanie obficie i przemiennie, co drugi rok. Do zbioru dojrzewa najczęściej na początku września.
Nie nadaje się do długiego przechowywania, gdyż szybko przejrzewa i jest wrażliwa na oparzelinę powierzchniową, w chłodni można ja przechować do końca listopada.
Mutant Antonówki Zwykłej – Antonówka Półtorafuntowa jest jedną z odmian preferowanych w polskim programie rolnośrodowiskowym mającym na celu ochronę zagrożonych zasobów genetycznych.
Zdarzają się owoce o znacznej wielkości, np. w konkursie na Największe Jabłko Powiatu Grójeckiego w 2010 roku najcięższym i największym jabłkiem okazała się antonówka. Owoc ważył 886 g i miał 43 cm obwodu.

## Zastosowanie
Owoce antonówki zawierają stosunkowo dużo kwasów organicznych i pektyn oraz po zbiorze są stosunkowo twarde. Te właściwości predestynują je to przetwórstwa przemysłowego (soki, susz, mus), a także są cenione w gospodarstwach domowych. Kiedyś siewki Antonówki stosowano na podkładki dla jabłoni, jednak obecnie ze względu na ich silny wzrost w sadach intensywnych nie znajdują zastosowania. Drzewa sadzi się w rejonach zagrożonych mroźnymi zimami i przymrozkami wiosennymi. Ze względu na odporność odmiana jest wykorzystywana w programach hodowlanych jako źródło genów w odporności krzyżowej.

## Zdrowotność
Jest bardzo wytrzymała na mróz, a także na parcha jabłoni i mączniaka, lecz jest wrażliwa na zarazę ogniową.

## Mutanty antonówki
Znane są lokalne mutanty tej odmiany. Od odmiany podstawowej sporty różnią się przede wszystkim wielkością, a czasem także barwą lub smakiem:
- 'Antonówka Półtorafuntowa' – znaleziona przez Miczurina w 1888 roku. Pnie są proste, a owoce większe i smaczniejsze choć mniej aromatyczne[3],
- 'Antonówka Śmietankowa' – najprawdopodobniej znaleziona w Polsce, owoc jest większy i smaczniejszy, o delikatniejszej konsystencji, choć także mniej aromatyczny.